# Inês Etienne Romeu
Inês Etienne Romeu (Pouso Alegre, 1942. december 18. – Niterói, 2015. április 27.) az 1970-es években Casa da Morte néven ismert, rettenetesen kegyetlen kínzótábor egyetlen ismert túlélője. Később publikálta önéletrajzát.